# Kamnaskires I. Soter
Kamnaskires Soter war ein König der Elymais, der irgendwann im Zeitraum von 147 bis 139 v. Chr. regierte. Dies ist die Zeit, in der sich das seleukidische Reich in einer Phase der Auflösung befand. In verschiedenen Provinzen erhoben sich lokale Statthalter zu Königen und versuchten eigene Reiche zu etablieren. Kamnaskires Soter war einer von ihnen.
Kamnaskires Soter ist vor allem von seinen Silbermünzprägungen bekannt. Sein genauer Herrschaftsbereich ist unbekannt.
Seine Münzen zeigen einen jungen Herrscher und sind vollkommen in griechischem Stil gehalten. Auf der Rückseite befindet sich die Figur eines älteren Gottes, vielleicht Zeus, auf anderen ein jüngerer Gott, vielleicht Apollo. Einige Autoren sehen in ihm denselben Herrscher wie Kamnaskires II. Nikephoros, der sich demnach auf einigen Münzen als Soter, auf anderen als Nikephoros bezeichnet hätte. Die Prägungen folgen eng seleukidischen Vorbildern.